# Rote Liste gefährdeter Tiere und Pflanzen im FFH-Gebiet Haseder Busch, Giesener Berge, Gallberg, Finkenberg
Die Rote Liste gefährdeter Tiere und Pflanzen im FFH-Gebiet Haseder Busch, Giesener Berge, Gallberg, Finkenberg enthält Wirbel-/wirbellose Tiere und Pflanzen, die im FFH-Gebiet Haseder Busch, Giesener Berge, Gallberg, Finkenberg nachgewiesen wurden und ausgestorben oder gefährdet sind.
| Klassifikation        | Art                                               | Rote-Liste-Kategorie (RL) | Bild                        |
| --------------------- | ------------------------------------------------- | ------------------------- | --------------------------- |
| Katzen                | Europäische Wildkatze (Felis silvestris)          | 3 (gefährdet)             | Europäische Wildkatze       |
| Vögel                 | Rotmilan (Milvus milvus)                          | Vorwarnliste              | Rotmilan                    |
| Vögel                 | Wespenbussard (Pernis apivorus)                   | 3 (gefährdet)             | Wespenbussard               |
| Vögel                 | Schwarzstorch (Ciconia nigra)                     | 3 (gefährdet)             | Schwarzstorch               |
| Vögel                 | Zwergschnäpper (Ficedula parva)                   | Vorwarnliste              | Zwergschnäpper              |
| Amphibien             | Kammmolch (Triturus cristatus)                    | Vorwarnliste              | Kammmolch                   |
| Amphibien             | Gelbbauchunke (Bombina variegata)                 | 2 (stark gefährdet)       | Gelbbauchunke               |
| Amphibien             | Europäischer Laubfrosch (Hyla arborea)            | 3 (gefährdet)             | Europäischer Laubfrosch     |
| Schnecken             | Schmale Windelschnecke (Vertigo angustior)        | 3 (gefährdet)             | Schmale Windelschnecke      |
| Schnecken             | Gemeine Heideschnecke (Helicella itala)           | 3 (gefährdet)             | Gemeine Heideschnecke       |
| Orchideen             | Mücken-Händelwurz (Gymnadenia conopsea)           | Vorwarnliste              | Mücken-Händelwurz           |
| Orchideen             | Bienen-Ragwurz (Ophrys apifera)                   | ungefährdet               | Bienen-Ragwurz              |
| Orchideen             | Purpur-Knabenkraut (Orchis purpurea)              | Vorwarnliste              | Purpur-Knabenkraut          |
| Orchideen             | Männliches Knabenkraut (Orchis mascula)           | Vorwarnliste              | Männliches Knabenkraut      |
| Orchideen             | Fuchs’ Knabenkraut (Dactylorhiza fuchsii)         | Vorwarnliste              | Breitblättriges Knabenkraut |
| Orchideen             | Zweiblättrige Waldhyazinthe (Platanthera bifolia) | 3 (gefährdet)             | Zweiblättrige Waldhyazinthe |
| Sommerwurzgewächse    | Bitterkraut-Sommerwurz (Orobanche picridis)       | 3 (gefährdet)             | Bitterkraut-Sommerwurz      |
| Sommerwurzgewächse    | Kamm-Wachtelweizen (Melampyrum cristatum)         | 3 (gefährdet)             | Kamm-Wachtelweizen          |
| Herzblattgewächse     | Sumpf-Herzblatt (Parnassia palustris)             | 3 (gefährdet)             | Sumpf-Herzblatt             |
| Liliengewächse        | Kleiner Gelbstern (Gagea minima)                  | 3 (gefährdet)             | Kleiner Gelbstern           |
| Liliengewächse        | Schachblume (Fritillaria meleagris)               | 3 (gefährdet)             | Schachblume                 |
| Doldenblütler         | Salz-Hasenohr (Bupleurum tenuissimum)             | 2 (stark gefährdet)       | Salz-Hasenohr               |
| Doldenblütler         | Rundblättriges Hasenohr (Bupleurum rotundifolium) | 2 (stark gefährdet)       | Rundblättriges Hasenohr     |
| Doldenblütler         | Möhren-Haftdolde (Caucalis platycarpos)           | 2 (stark gefährdet)       | Möhren-Haftdolde            |
| Hahnenfußgewächse     | Sardischer Hahnenfuß (Ranunculus sardous)         | 3 (gefährdet)             | Sardischer Hahnenfuß        |
| Kreuzblütengewächse   | Kleinfrüchtiger Leindotter (Camelina microcarpa)  | Vorwarnliste              | Kleinfrüchtiger Leindotter  |
| Lippenblütler         | Deutscher Ziest (Stachys germanica)               | 3 (gefährdet)             | Deutscher Ziest             |
| Lippenblütler         | Aufrechter Ziest (Stachys recta)                  | Vorwarnliste              | Aufrechter Ziest            |
| Lippenblütler         | Trauben-Gamander (Teucrium botrys)                | Vorwarnliste              | Trauben-Gamander            |
| Schmetterlingsblütler | Erbsen-Wicke (Vicia pisiformis)                   | 3 (gefährdet)             | Erbsen-Wicke                |
| Natternzungengewächse | Gewöhnliche Natternzunge (Ophioglossum vulgatum)  | 3 (gefährdet)             | Gewöhnliche Natternzunge    |
| Natternzungengewächse | Gewöhnliche Natternzunge (Ophioglossum vulgatum)  | 3 (gefährdet)             | Gewöhnliche Natternzunge    |
| Brennnesselgewächse   | Aufrechtes Glaskraut (Parietaria officinalis)     | 3 (gefährdet)             | Aufrechtes Glaskraut        |

## Weblink
- Die Roten Listen. Bundesamt für Naturschutz